# Sodišče za Rdeče Kmere
Izredni senat sodišča za Rdeče Kmere je sodišče, ki je bilo ustanovljeno za sojenje višjim voditeljem in najodgovornejšim pripadnikom Rdečih Kmerov zaradi domnevnih kršitev mednarodnega prava in hudih zločinov, ki so jih storili v času izvajanja kamboškega genocida. Čeprav je nacionalno sodišče, je bilo ustanovljeno kot del sporazuma med kraljevo vlado Kambodže in Združenimi narodi, člani sodišča pa so tako domači kot tuji sodniki. Šteje se za hibridno sodišče, saj je ECCC ustanovila vlada v sodelovanju z ZN, vendar ostaja neodvisen od njih, pri čemer se sojenja v Kambodži izvajajo z uporabo kamboškega in mednarodnega osebja. Kamboško sodišče vabi mednarodno sodelovanje zaradi uporabe mednarodnih standardov.
Pristojnost izrednih senatov sega na hude kršitve kamboškega kazenskega prava, mednarodnega humanitarnega prava in običajev ter kršitve mednarodnih konvencij, ki jih priznava Kambodža, storjene v obdobju med 15. aprilom 1975 in 7. januarjem 1979. To vključuje zločine proti človeštvu, vojnimi zločini in genocid. Glavni namen sodišča, kot so ga opredelili izredni senati, je zagotoviti pravičnost kamboškemu ljudstvu, ki je bilo žrtev politike komunističnega režima Rdečih Kmerov med aprilom 1975 in januarjem 1979. Vendar pa so rehabilitacijska podpora žrtvam in medijsko ozaveščanje za namene nacionalnega izobraževanja začrtani tudi kot primarni cilji komisije.

## Izvor
Leta 1997 sta dva sopredsednika vlad Kambodže napisala pismo generalnemu sekretarju Združenih narodov, v katerem sta prosila za pomoč pri vzpostavitvi sodnih postopkov proti višjim voditeljem Rdečih Kmerov. Po dolgotrajnih pogajanjih je bil dosežen sporazum med kraljevo vlado Kambodže in Združenimi narodi, ki je bil podpisan 6. junija 2003. Sporazum je potrdila Generalna skupščina Združenih narodov.
Maja 2006 je pravosodni minister Ang Vong Vathana sporočil, da je najvišji pravosodni organ Kambodže odobril 30 kamboških sodnikov in sodnikov Združenih narodov za predsedovanje dolgo pričakovanemu sodišču za genocid za preživele voditelje Rdečih Kmerov. Sodniki so zaprisegli v začetku julija 2006.
Junija 2009 je mednarodni sotožilec Robert Petit odstopil s funkcije zaradi "osebnih in družinskih razlogov". Novembra istega leta je bil Andrew T. Cayley imenovan za novega mednarodnega sotožilca, njegova kamboška sotožilka pa je postala Chea Leang.

## Sojenje
Prvi član Rdečih Kmerov, ki je bil pripeljan pred sodišče, je bil voditelj zaporniškega taborišča S-21, Kang Kew Iew, ki je bil aretiran leta 2007. Njegovo sojenje se je začelo 19. septembra 2009 in se končalo 27. novembra 2010. Med sojenjem je Kang priznal svoje zločine, ki jih je storil v času vodenja zapora S-21 ter se zato tudi pokesal in se spreobrnil v krščanstvo. S tem je postal edini član Rdečih Kmerov, ki je priznal svoje zločine in jih tudi obžaloval. 27. novembra 2010 je bil Kang spoznan za krivega zaradi zločinov proti človeštvu in bil obsojen na 35 let zaporne kazni. 2. februarja 2012 je sodišče njegovo kazen podaljšalo v dosmrtno zaporno kazen. Kang je umrl 2. septembra 2020, med prestajanjem svoje dosmrtne zaporne kazni. 
Leta 2007 so bili aretirani in pred sodišče pripeljani še trije višji voditelji Rdečih Kmerov: Nuon Chea (podvoditelj Rdečih Kmerov in pomočnik pokojnega Pol Pota), Khieu Samphan in Ieng Sary.
Sojenje Nuonu, Khieu in Iengu se je začelo 1. julija 2009. Med sojenjem je Ieng 14. marca 2013 umrl zaradi srčnega popuščanja, zaradi česar je sodišče njegovo sojenje ustavilo, medtem, ko se je sojenje Nuonu in Khieu nadaljevalo. 7. avgusta 2014 sta bila Nuon in Khieu spoznana za kriva zaradi zločinov proti človeštvu in bila obsojena na dosmrtno ječo. Oba sta bila v nadaljnem sojenju 16. novembra 2018 spoznana še za kriva zaradi izvajanja genocida nad prebivalci Kambodže, zaradi česar sta bila obsojena na še dodatno dosmrtno zaporno kazen, brez možnosti pomilostitve. Nuon je umrl 4. avgusta 2019 med prestajanjem svoje dosmrtne zaporne kazni. Khieu je še edini živeči višji član Rdečih Kmerov in prestaja svojo dosmrtno zaporno kazen v zaporu v Phonm Phem. 

## Galerija
- Nuon Chea med zaslišanjem pred sodiščem 5. decembra 2011
- Kang Kek lew med zaslišanjem na sodišču 20. julija 2009
- Ieng Sary in Nuon Chea med zaslišanjem na sodišču 31. avgusta 2011
- Khieu Samphan med zaslišanjem v priporu 3. julija 2009, dober mesec pred začetkom sojenja